# New Home (Texas)
New Home es una ciudad ubicada en el condado de Lynn en el estado estadounidense de Texas. En el Censo de 2010 tenía una población de 334 habitantes y una densidad poblacional de 128,83 personas por km².

## Geografía
New Home se encuentra ubicada en las coordenadas 33°19′37″N 101°54′42″O / 33.32694, -101.91167. Según la Oficina del Censo de los Estados Unidos, New Home tiene una superficie total de 2.59 km², de la cual 2.59 km² corresponden a tierra firme y (0%) 0 km² es agua.

## Demografía
Según el censo de 2010, había 334 personas residiendo en New Home. La densidad de población era de 128,83 hab./km². De los 334 habitantes, New Home estaba compuesto por el 87.43% blancos, el 0.3% eran afroamericanos, el 0.3% eran amerindios, el 0% eran asiáticos, el 0% eran isleños del Pacífico, el 9.58% eran de otras razas y el 2.4% pertenecían a dos o más razas. Del total de la población el 52.69% eran hispanos o latinos de cualquier raza.